# Željko Vuković (Fußballspieler, 1962)
Željko Vuković (* 9. Februar 1962 in Dvor) ist ein ehemaliger österreichisch-kroatischer Fußballspieler und nunmehriger -trainer.

## Karriere als Spieler

### Verein
Vuković spielte bis 1988 für Dinamo Zagreb. Zwischen 1988 und 1990 war er für Dinamo Vinkovci im Einsatz. In der Saison 1990/91 spielte er für den NK Osijek. Zur Saison 1991/92 wechselte er zum österreichischen Erstligisten SK Vorwärts Steyr. Im Juli 1991 debütierte er für die Oberösterreicher in der 1. Division, als er am ersten Spieltag jener Saison gegen den SK Rapid Wien in der Startelf stand. Seine ersten beiden Treffer für Steyr erzielte er im August 1991 bei einem 4:1-Sieg gegen den FC Admira/Wacker. Mit Steyr erreichte er in seiner ersten Saison das „Obere Playoff“ und belegte dort den siebten Rang.
Nach 136 Spielen für Steyr in der höchsten österreichischen Spielklasse, in denen er zwölf Tore erzielen konnte, wechselte Vuković im Sommer 1995 zum Aufsteiger Grazer AK. Für die Grazer absolvierte er in seinen vier Jahren in der Steiermark 138 Bundesligaspiele, in denen er zehn Treffer erzielte.
Zur Saison 1999/2000 wechselte er zum Zweitligisten FC Kärnten. Mit dem Verein stieg er 2001 in die Bundesliga auf. In der Aufstiegssaison 2000/01 absolvierte er 31 Spiele in der zweiten Liga, in denen er ohne Treffer blieb. Zudem gewann er mit Kärnten in jener Saison den ÖFB-Cup. Nach der Saison 2001/02 beendete er seine Karriere als Profi.
Zwischen 2003 und 2004 spielte er noch für die unterklassigen Vereine SV St. Johann im Saggautal und SV Gralla. Zudem setzte er sich als Trainer hin und wieder bei Unterpremstätten und Frauental selbst ein.

### Nationalmannschaft
Vuković absolvierte im Juni 1991 gegen Slowenien ein Spiel für die kroatische Nationalmannschaft.
Im Oktober 2001 spielte er in einem WM-Qualifikationsspiel gegen Israel im Alter von 39 Jahren erstmals für das österreichische Nationalteam. Insgesamt absolvierte Vuković drei Länderspiele für Österreich.

## Karriere als Trainer
In der Saison 2004/05 trainierte Vuković den Regionalligisten SK St. Andrä. 2008 wurde er Trainer des SC Unterpremstätten. Im Dezember 2015 trennte sich Unterpremstätten von ihm.
Im März 2016 wurde er Trainer des SV Frauental. Mit Frauental stieg er 2018 in die viertklassige Landesliga auf.

## Persönliches
Der im heutigen Kroatien geborene Vuković erhielt 1995 die österreichische Staatsbürgerschaft.

## Erfolge
- Österreichischer Cup-Sieger: 2001
- Österreichischer Supercup-Sieger: 2001
- VdF-Fußballerwahl: Ehrenpreis 2002[4]